# Петросян, Марсель Айказович
Марсель Айказович Петросян (арм. Մարսել Հայկազի Պետրոսյան; род. 1 апреля 1948, Степанакерт) — журналист и государственный деятель непризнанной Нагорно-Карабахской Республики (НКР), главный редактор телевидения НКАО (1988—1990), главный редактор газеты «Мартик» при Армии обороны НКР (1988—2004), главный редактор газеты «Азат Арцах» (2004—2007), депутат Национального собрания НКР VII созыва (2020—2023).

## Биография
Родился 1 апреля 1948 года в городе Степанакерт (ныне Ханкенди), Нагорно-Карабахская АО, Азербайджанская ССР, СССР. В 1966 году окончил среднюю школу № 2 там же.
С 1966 года учился на филологическом факультете Ереванского государственного университета, потом перевёлся в Степанакертский педагогический институт, который окончил в 1975 году с квалификацией преподавателя армянского языка и литературы.
С 1967 года работал в радиокомитете НКАО в Степанакерте, являлся оператором редакции, корреспондентом и редактором. В 1974 года уехал в Пятигорск, Ставропольский край. В 1975 году вернулся в Степанакерт, работал там же, являлся корреспондентом, старшим редактором экономических передач и старшим редактором молодёжных передач. В 1988—1990 годах являлся главным редактором телевидения НКАО.
С 1990 года возглавлял пресс-центр совета профсоюзов НКАО. В 1993—1995 годах возглавлял департамент информации и печати правительства НКР. В 1995—1996 годах являлся заместителем министра образования, культуры и спорта НКР. В 1996—1988 годах являлся помощником премьер-министра НКР.
В 1988—2004 годах являлся главным редактором газеты «Мартик» при Армии обороны НКР. В 2004—2007 годах являлся главным редактором газеты «Азат Арцах». В 2008—2010 годах возглавлял общественное радио НКР.
В 2008—2013 годах руководил информационно-аналитическим управлением Министерства иностранных дел НКР, с 2013 года — управлением двусторонних политических отношений. Имеет дипломатический ранг первого секретаря первого класса.
В 2020 году был избран депутатом Национального собрания НКР VII созыва по списку партии «Единая Родина». Являлся заместителем председателя постоянной комиссии НС НКР по внешним сношениям.
Женат, имеет троих детей. Написал шесть сборников рассказов.

## Награды
- Заслуженный журналист НКР (2008)[2].
- Литературная премия имени Егише от правительства НКР[1].
- Медаль Министерства обороны НКР[1] «За безупречную службу» (2004)[2].
- Медаль «Материнская благодарность» (2002)[2].
- Медаль «Мхитар Гош» (2011)[2].